# Vasilis Chadzipanagis
Vasilis Kirʹjakos Chadzipanagis (in russo Василис Кирьякос Хадзипанагис?, in greco: Βασίλης Χατζηπαναγής, Vasilīs Chatzīpanagīs; Tashkent, 26 ottobre 1954) è un ex calciatore sovietico naturalizzato greco.

## Caratteristiche tecniche
Ha giocato principalmente nell'Iraklis FC di Salonicco nel ruolo di centrocampista offensivo.

## Carriera
Nasce a Tashkent, in Unione Sovietica, nel 1954, figlio di greci emigrati per ragioni politiche; in tenera età viene notato dagli osservatori del Pakhtakor, la squadra locale, che decide di puntare sul giovane giocatore; tuttavia la legge allora in vigore obbligava il giocatore a fare richiesta della cittadinanza sovietica per poter giocare nel campionato sovietico, richiesta che alla fine i genitori di Chatzīpanagīs accettarono.
Chatzīpanagīs debuttò all'età di 17 anni e fu prontamente chiamato nella rappresentativa Under-19 sovietica; successivamente entrò anche nel giro della nazionale maggiore senza mai scendere in campo. Anche se nel suo ruolo, nel campionato dell'Unione Sovietica, veniva considerato secondo solo al Pallone d'oro Oleg Blokhin, decise di tornare in Grecia.
Chatzīpanagīs firmò per l'Iraklis di Salonicco dove rimase fino al 1990, giocando la gara d'addio contro il Valencia CF in un incontro valevole per la Coppa UEFA nell'ottobre 1991; Chatzīpanagīs non lasciò mai la squadra di Salonicco anche per il grande affetto tributatogli dai tifosi, dei quali i dirigenti temevano la reazione nel caso fosse stato ceduto ad una delle squadre che nel tempo cercarono di acquistarlo come la Lazio, l'Arsenal, il Porto e lo Stoccarda.
Grande rammarico per il giocatore è stato l'aver vestito la maglia della Grecia una sola volta, durante un'amichevole contro la Polonia disputata nello stadio Apostolos Nikolaidis di Atene, gremito per l'occasione. Tuttavia in seguito venne notificato a Chatzīpanagīs che non potesse vestire la maglia della Grecia in partite ufficiali dato che aveva già indossato la casacca della Nazionale sovietica, seppur a livelli giovanili.
Nel giugno 1984 un ulteriore riconoscimento alla sua classe cristallina venne dall'invito a partecipare ad una rappresentativa dei migliori giocatori del mondo impegnati in una partita contro i New York Cosmos a New York, giocando a fianco di campioni del calibro di Franz Beckenbauer, Mario Kempes, Kevin Keegan e Dominique Rocheteau.
Nel 1999 la federcalcio greca decide di farlo giocare in un'amichevole contro il Ghana (1-1): Chadzipanagis gioca i primi venti minuti del match prima di essere sostituito.
Nel novembre 2003 la Federazione calcistica greca indicò Chatzīpanagīs come il proprio Golden Player degli ultimi 50 anni in occasione delle celebrazioni per il cinquantenario della UEFA.

## Palmarès

### Club

#### Competizioni nazionali
- Coppa di Grecia: 1

Iraklis: 1975-1976
- Beta Ethniki: 1

Iraklis: 1980-1981
- Pervaja Liga: 1

Paxtakor: 1972

#### Competizioni internazionali
- Coppa dei Balcani per club: 1

Iraklis: 1984-1985